# Andrew Gordon (historien)
Andrew Gordon est un spécialiste de l'histoire moderne du Japon. Il est professeur d'histoire au « fonds Lee et Juliet Folger » de l'université Harvard et ancien président de son département d'histoire de 2004 à 2007. Il a été directeur du Edwin O. Reischauer Institute of Japanese Studies de 1998 à 2004.

## Carrière universitaire
Andrew Gordon termine son doctorat en histoire et langues d'Asie orientale à l'université Harvard en 1981. À la suite de l'achèvement de ses études supérieures, il a enseigné l'histoire à la fois à l'université Duke et à Harvard. Il est l'un des principaux experts sur l'histoire du travail au Japon, mais s'est récemment tourné vers d'autres domaines. Son « Histoire du Japon moderne » (2003) est aujourd'hui l'un des ouvrages classiques sur le sujet et a été traduit en japonais. Une édition révisée de l'ouvrage a été publiée en 2009. Plus récemment, Gordon s'est engagé dans la recherche sur l'histoire de la machine à coudre et la constitution du consommateur moderne au XXe siècle au Japon.

## Publications (sélection)
Dans un aperçu statistique dérivé des écrits de et sur Andrew Gordon, OCLC/WorldCat recense environ 30 ouvrages dans plus de 90 publications en 5 langues et plus de 6 000 fonds de bibliothèque.
- Fabricating Consumers: The Sewing Machine in Modern Japan. (2011)
- Nihonjin ga shiranai Matsuzaka mejaa kakumei (Matsuzaka’s Unknown Major League Revolution) Asahi shinsho (2007)
- A Modern History of Japan: From Tokugawa Times to the Present. (2003)
- The Wages of Affluence: Labor and Management in Postwar Japan. (1998)
- Postwar Japan as History (ed). (1993)  (ISBN 0-520-07475-0).
- Labor and Imperial Democracy in Prewar Japan. (1992)
- The Evolution of Labor Relations in Japan: Heavy Industry, 1853–1955. (1985)  (ISBN 0-674-27130-0).

## Source de la traduction
- (en) Cet article est partiellement ou en totalité issu de l’article de Wikipédia en anglais intitulé « Andrew Gordon (historian) » (voir la liste des auteurs).